# Führerbunker
Führerbunker  (phát âm tiếng Đức: [ˈfyːʁɐˌbʊŋkɐ]) là một hầm trú bom nằm gần Phủ Thủ tướng ở Berlin, Đức. Đây là một phần của tổ hợp hầm ngầm được xây dựng theo hai giai đoạn vào năm 1936 và 1944, đồng thời là nơi cuối cùng mà Adolf Hitler đặt đại bản doanh (Führerhauptquartiere) trong Thế chiến II.
Hitler chuyển hẳn tới Führerbunker sinh sống kể từ ngày 16 tháng 1 năm 1945, biến nơi này trở thành trung tâm của chế độ Đức Quốc Xã cho đến tận những ngày cuối cùng của Thế chiến II ở châu Âu. Cũng tại nơi đây, Hitler kết hôn với Eva Braun vào ngày 29 tháng 4 năm 1945 – chưa đầy 40 giờ trước khi cặp đôi tự sát.
Sau chiến tranh, cả tòa nhà Thủ tướng cũ lẫn mới đều bị phía Liên Xô san phẳng. Tuy nhiên, khu phức hợp dưới lòng đất hầu như không bị đụng tới cho đến năm 1988–89, dẫu cho có một số nỗ lực nhằm tìm cách phá hủy nó. Các phần khai quật của khu phức hợp hầm ngầm cũ hầu hết đã bị phá hủy trong quá trình tái thiết khu vực này của Berlin. Phải đến năm 2006, khu vực này mới bắt đầu được đánh dấu khi một tấm bảng nhỏ cùng sơ đồ mặt bằng được dựng lên ở phía trước. Một vài hành lang trong hầm vẫn còn tồn tại, song bị phong tỏa không cho công chúng tham quan.

## Xây dựng
Boong ke Phủ Thủ tướng ban đầu được xây dựng làm nơi trú bom tạm thời cho Hitler, người vốn chỉ dành rất ít thời gian ở Berlin trong thời chiến. Việc quân Đồng Minh đẩy cao cường độ các cuộc không kích nhằm vào Berlin khiến nơi này phát triển thành một hầm trú ẩn vĩnh viễn một cách ngẫu hứng. Khu phức hợp bao gồm hai hầm trú ẩn riêng biệt: Vorbunker ("Boongke trước"), hoàn thiện năm 1936; và Führerbunker, hoàn thiện năm 1944, nằm ở phía tây nam của Vorbunker và sâu hơn 2,5 mét (8,2 ft). Hai hầm này được nối liền với nhau bởi một cầu thang đặt ở góc vuông và có thể ngăn cách với nhau bởi một vách ngăn và cửa bằng thép. Vorbunker nằm 1,5 mét (4,9 ft) phía dưới tầng hầm của một sảnh tiếp khách lớn ở phía sau Phủ Thủ tướng cũ (số 77 Wilhelmstraße) trong khi Führerbunker nằm 8,5 mét (28 ft) phía dưới khu vườn của Phủ Thủ tướng cũ, nằm cách Phủ Thủ tướng mới (số 6 Voßstraße) 120 mét (390 ft) về phía bắc. Không chỉ nằm ở một vị trí sâu hơn, Führerbunker cũng được gia cố mạnh hơn so với Vorbunker. Trần hầm là một lớp bê tông dày gần 3 mét (9,8 ft). Khoảng 30 phòng nhỏ đều được bao bọc bởi một lớp bê tông dày khoảng 4 mét (13 ft), có lối ra dẫn tới tòa nhà chính của Phủ Thủ tướng cũ cũng như một lối thoát hiểm dẫn ra sau vườn. Führerbunker được thiết kế và xây dựng bởi Công ty cổ phần Hochtief trong khuôn khổ chương trình xây dựng và mở rộng hàng loạt công trình dưới lòng đất ở Berlin vốn bắt đầu vào năm 1940.